# Акігумо (1941)
«Акігумо» (Akigumo, яп. 秋雲) — ескадрений міноносець Імперського флоту Японії, який брав участь у Другій світовій війні.
Корабель, який став дев'ятнадцятим (за датою закладання) серед есмінців типу «Кагеро», спорудили у 1941 році на верфі Uraga Dock.
На момент вступу Японії до Другої світової війни Акігумо підпорядковувався 5-й дивізії авіаносців, яка в межах підготовки до нападу на Перл-Гарбор перейшла 18—22 листопада з Саєкі (острів Кюсю) до острова Еторофу (Ітуруп) в Курильському архіпелазі. Звідси кораблі дивізії вирушили у складі охорони ударного авіаносного з'єднання адмірала Тюїті Наґумо, яке 7 грудня завдало удару по головній базі Тихоокеанського флоту США. 24 грудня Акігумо прибув до Куре.
8—14 січня 1942-го Акігумо здійснив перехід разом зі з'єднанням із 4 авіаносців до атола Трук у центральній частині Каролінських островів (ще до війни тут створили потужну базу японського ВМФ, з якої до лютого 1944-го провадили операції у цілому ряді архіпелагів). Метою походу була підтримка вторгнення до архіпелагу Бісмарка, в межах якої 17 січня з'єднання полишило Трук та попрямувало на південь, завдавши 20 січня авіаудар по Рабаулу на острові Нова Британія (після швидкого захоплення японським десантом тут створять головну передову базу, з якої наступні два роки провадитимуться операції на Соломонових островах та сході Нової Гвінеї). З 21 січня Акігумо входив до охорони авіаносців «Сьокаку» та «Дзуйкаку», які відокремились для завдання удару по Лае та Саламауа на Новій Гвінеї (у глибині затоки Хуон, яка розділяє півострови Хуон та Папуа), 23 січня прикривали висадку в архіпелазі Бісмарка, а 29 числа повернулись на Трук.
1 лютого 1942-го «Акігумо» вийшов у складі охорони трьох авіаносців («Сьокаку» напередодні відбув у Японію по нові літаки), які без успіху спробували наздогнати американську авіаносну групу, що 1 лютого завдала удару по Маршаллових островах, а потім попрямували на Палау (важлива база на заході Каролінських островів). 9—13 лютого Акігумо разом зі ще одним есмінцем ескортував авіаносець «Дзуйкаку» з Палау до Йокосуки.
8 березня 1942-го «Акігумо» разом зі ще двома есмінцями вирушив у похід до Тихого океану, супроводжуючи «Сьокаку» та «Дзуйкаку» для протидії можливому ворожому нападу на острів Уейк (японці захопили цей форпост ще у грудні 1941-го). Втім, через кілька діб прийшли дані про відхід ворожих сил і 16 березня авіаносці прибули у японський порт Йокосука — щоб вже наступного дня вирушити до затоки Старінг-Бей на південно-східному півострові острова Целебес (Сулавесі), де збирались всі сили ударного авіаносного з'єднання (за виключенням авіаносця «Кага», який після навігаційної аварії був вимушений проходити ремонт у Японії) для рейду в Індійський океан. 24 березня Кагеро та інші кораблі загону прибули до Старінг-Бей.
27 березня 1942-го «Акігумо» вийшов зі Старінг-Бей в межах рейду авіаносних сил у Індійський океан, при цьому разом з двома іншими есмінцями він супроводжував танкери загону постачання (всього у поході взяло участь 11 есмінців). 9 квітня японські авіаносці провели останній великий бій цієї операції і невдовзі з'єднання попрямувало до Японії для відновлювального ремонту ряду основних кораблів. Під час цього переходу 14—19 квітня Акігумо разом зі ще одним есмінцем супроводжували до Мако авіаносці «Сьокаку» та «Дзуйкаку», технічний стан яких дозволив ухвалити рішення щодо їхньої участі в запланованій операції проти Порт-Морсбі на Новій Гвінеї. Втім, Акігумо не взяв участь у цьому поході, а вирушив з Мако на з'єднання з частиною угруповання, яка прямувала до Японії, та 22 квітня досягнув Йокосуки.
27 травня 1942-го «Акігумо» вийшов в море в межах мідвейської операції, при цьому його завданням було супроводжувати 5 танкерів групи постачання. Втім, вже у першій половині дня 4 червня після початку атак ворожих літаків Акігумо отримав наказ приєднатись до охорони авіаносця «Хірю». У підсумку в битві при Мідвеї японці зазнали катастрофічної поразки та втратили всі чотири авіаносці, після чого з 6 червня «Акігумо» повернувся до танкерів через якийсь час прибув з ними до Японії.
З 28 червня по 13 липня 1942-го Садазанамі ескортував сили флоту, які патрулювали на південний захід від Алеутських островів (тут у межах мідвейсько-алеутської операції японці зайняли два острови на заході архіпелагу). У цей період сюди вийшов загін із 4 авіаносців, 3 важких та 3 легких крейсерів, для охорони яких залучили 15 есмінців.
7 серпня 1942-го союзники висадились на сході Соломонових островів, що започаткувало шестимісячну битву за Гуадалканал та змусило японське командування спрямовувати у регіон підкріплення та матеріальні запаси. 16 серпня Акігумо та ще 10 есмінців і легкий крейсер рушили з Японії як ескорт великого з'єднання надводних кораблів (включав 2 авіаносці, 1 легкий авіаносець, 2 лінкори та 2 важкі крейсери). Первісно планувалось, що з'єднання зайде на Трук (головна база японського ВМФ у Океанії, розташована у центральній частині Каролінських островів), проте японське командування вирішило пришвидшити операцію з проведення конвою з військами на Гуадалканал та 21 серпня наказало прямувати одразу в напрямку Соломонових островів (при цьому загін дозаправився від двох танкерів, що вийшли з Труку).
Спроба провести зазначений конвой призвела до битви 24 серпня 1942-го біля Східних Соломонових островів, під час якої Акігумо разом зі ще кількома есмінцями охороняв 2 авіаносці адмірала Нагумо. Рух конвою виявився остаточно перерваним 25 серпня унаслідок ударів літаків з островів Еспіриту-Санто та Гуадалканал, проте флот перебував у морі до початку вересня. При цьому з 28 серпня Акігумо відокремився та охороняв 2 танкери, призначені для дозаправки кораблів у морі.
Існують відомості, що у вересні Акігумо взяв участь у операції флоту, який з 9 по 23 вересня 1942-го знову виходив з Труку в район північніше від Соломонових островів для прикриття операцій на Гадалканалі.
29 вересня — 1 жовтня 1942-го «Акігумо» пройшов до якірної стоянки Шортленд — прикритої групою невеликих островів Шортленд акваторії біля південного завершення острова Бугенвіль, де зазвичай відстоювались легкі бойові кораблі та перевалювались вантажі для подальшої відправки далі на схід Соломонових островів. Після цього Акігумо 3, 6 та 9 жовтня виходив для доправлення підкріплень на Гуадалканал.
10 жовтня 1942-го «Акігумо» полишив Шортленд в межах операції головних сил, які знову вийшли для патрулювання північніше від Соломонових островів. У цьому випадку Акігумо разом зі ще 6 есмінцями та легким крейсером прикривав авангард адмірала Абе, головна сила якого складалась із 2 лінкорів та 3 важких крейсерів. У останній декаді місяця вихід завершився битвою біля островів Санта-Круз, під час якої Акігумо разом з есмінцем «Макігумо» добили торпедами корпус полишеного ворожого авіаносця «Хорнет». За кілька діб японське угруповання повернулось на Трук.
2—8 листопада 1942-го «Акігумо» супроводив важкий крейсер «Кумано» з Труку до Японії, після чого сам став там на ремонт. А 18—23 січня 1943-го Акігумо та ще щонайменше один есмінець ескортували у зворотному напрямку авіаносець «Дзуйкаку».
24—28 січня 1943-го «Акігумо» пройшов через Рабаул до Шортленду. На той час вже добігала завершення шестимісячна битва за Гуадалканал і корабель залучили у евакуації японських сил з цього острова. 1 та 4 лютого 1943-го Акігумо у складі великого загону есмінців (всього залучили 20 кораблів цього класу) здійснив рейси з Шортленду для вивозу військовослужбовців з Гуадалканалу, а 7 лютого взяв участь у евакуаційному рейсі до островів Рассел (за п'ять десятків кілометрів на північний захід від Гуадалканалу), де японці в кінці січня облаштували тимчасову базу з метою підтримки головної операції.
12—16 лютого 1943-го «Акігумо» пройшов з Шортленду на Палау, де приєднався до охорони третього ешелону конвою «Хей № 3 Го» (складова операції «Хей Го», метою якої була доставка нових військових контингентів для посилення гарнізонів на північному узбережжі Нової Гвінеї). 21 лютого «Акігумо» та ще 2 есмінці вирушили для супроводу транспортів до Веваку (тут знаходилась головна японська база на Новій Гвінеї), а після розвантаження Акігумо разом зі ще одним есмінцем ескортував третій ешелон назад на Палау, куди він прибув 28 лютого. З 6 по 12 березня 1943-го «Акігумо» разом зі ще 4 есмінцями супроводжував конвой «Ганза № 1» з Палау до затоки Ханза (півтори сотні кілометрів на схід від Веваку), а потім разом зі ще одним есмінцем провів транспорти на Палау, завершивши похід 18 березня. При цьому 13 грудня, невдовзі після виходу із Ханзи, Акігумо зняв екіпаж з пошкодженого авіацією транспорту «Момояма-Мару» та добив його торпедою. 20—23 березня есмінець пройшов до Рабаула, після чого до кінця місяця охороняв конвої на маршруті між Рабаулом і Шортлендом.
У першій половині квітня 1943-го «Акігумо» здійснив цілий ряд транспортних рейсів — 1 та 5 квітня до Коломбангари (в архіпелазі Нью-Джорджія у центральній частині Соломонових островів), 2 квітня до Буки (порт на однойменному острові біля північного завершення значно більшого острова Бугенвіль), а 11 числа до Тулуву на мисі Глочестер, що утворює західне завершення острова Нова Британія.
18—21 квітня 1943-го Акігумо разом зі ще одним есмінцем супроводив гідроавіатранспорт «Камікава-Мару» з Рабаула на Трук, а 3—8 травня разом зі ще двома есмінцями та легким крейсером ескортував до Японії авіаносці «Дзуйкаку» і «Дзуйхо», після чого пройшов доковий ремонт.
Станом на початок червня 1943-го американці вже оволоділи алеутським островом Атту, при цьому на схід від нього перебував у блокаді японський гарнізон на Кисці (обидва названі острови захопили японці в червні 1942-го). Як наслідок, командування надіслало підкріплення до північної зони і 10—13 червня Акігумо разом з 2 іншими есмінцями пройшов з Йокосуки на Парамушир (Курильські острови). У липні корабель залучили до операції з евакуації гарнізону Киски. З 7 по 17 липня призначений для цього загін (який в цілому нараховував 2 легкі крейсери та 11 есмінців) перебував у морі, проте не зміг виконати завдання через погану погоду. 22 липня той же загін розпочав другу спробу і на цей раз 29 липня вдалось зняти з Киски гарнізон, причому Акігумо прийняв на борт майже п'ять сотень військовослужбовців. 1 серпня загін прибув на Парамушир, а 3—6 серпня Акігумо та три інші есмінці супроводили звідси до Йокосуки важкий крейсер «Мая» (до того забезпечував дистанційне прикриття евакуації з Киски).
17—23 серпня 1943-го Акігумо разом зі ще 7 есмінцями та легким крейсером здійснював ескортування великого угруповання (1 ескортний авіаносець, 3 лінкори, 2 важкі крейсери) з Йокосуки на Трук, а 6—8 вересня перейшов до Рабаула. На той час добігала завершення битва за Нью-Джорджію і невдовзі Акігумо був залучений у евакуації останніх японських гарнізонів з цього архіпелагу. Як наслідок, корабель виходив 28 вересня та 2 жовтня до Коломбангари, обидва рази виконуючи функцію прикриття, а 6—7 жовтня 1943-го Акігумо та ще 8 есмінців провели евакуацію гарнізону з острова Велья-Лавелья (найзахідніший в архіпелазі Нью-Джорджія). Акігумо знову був у групі прикриття та взяв участь у бою із загоном ворожих есмінців.
7 та 8 жовтня 1943-го Акігумо виходив з Рабаула у транспортні рейси до Тулуву, причому із другого він попрямував на Трук, куди прибув 10 жовтня.
На початку жовтня 1943-го американське авіаносне з'єднання вдарило по острову Вейк (північніше від Маршаллових островів) без жодної істотної реакції зі сторони ворожого флоту. Зате через пару тижнів японці на основі радіоперехоплення вирішили, що готується нова атака на Уейк, і 17 жовтня вислали з Труку до Еніветоку головні сили (3 авіаносці, 6 лінкорів, 8 важких крейсерів та інші кораблі), разом з якими прямував і Акігумо. Цей флот кілька діб безрезультатно очікував ворога, після чого 26 жовтня повернувся на Трук.
5—10 листопада 1943-го Акігумо супроводив легкий авіаносець «Дзуйхо» та ескортний авіаносець «Чуйо» до Йокосуки, а 16—21 листопада пройшов у зворотному напрямку в охороні «Дзуйхо», «Чуйо» та ще одного ескортного авіаносця «Унйо».
20 листопада 1943-го американці розпочали операцію заволодіння островами Гілберта. Хоча японці у підсумку так і не наважились протидіяти цьому надводними кораблями, проте 23 листопада Акігумо та ще 3 есмінці вийшли для супроводу двох танкерів до Маршаллових островів, з розрахунку на можливий вихід головних сил. Втім, вже 25 листопада танкер «Тоа-Мару» був потоплений підводним човном, після чого Акігумо провів порятунок екіпажу та попрямував назад на Трук, куди прибув наступної доби.
1—7 грудня 1943-го Акігумо ескортував конвой № 7014 з Труку на Палау, а 7—11 грудня здійснив зворотний перехід супроводжуючи танкер «Кенйо-Мару». 12—17 грудня Акігумо та ще 2 есмінці супроводили з Труку до Йокосуки лінкор «Ямато» та авіаносець «Сьокаку». Після цього Акігумо пройшов у метрополії ремонт, під час якого демонтували одну установку головного калібру та встановили дві строєні установки 25-мм зенітних автоматів.
6—13 лютого 1944-го Акігумо разом з 4 іншими есмінцями супроводжував 2 авіаносці та важкий крейсер з Японії до Сінгапуру. 20—27 лютого Акігумо разом зі ще щонайменше одним есмінцем ескортував один з авіаносців назад до Куре, а 8—15 березня разом зі ще 2 есмінцями знову пройшов звідси до Сінгапуру, охороняючи авіаносець, 2 лінкори та важкий крейсер (на той момент дії підводних човнів на комунікаціях вкрай ускладнили доставку палива до Японії, що призвело до рішення базувати головні сили флоту поблизу від районів нафтовидобутку).
У першій декаді квітня 1944-го Акігумо здійснив 2 транспортні рейси з Сінгапуру до Давао на південному узбережжі філіппінського острова Мінданао, куди прибував 4 та 9 квітня. 11 квітня при поверненні із другого рейсу до Сінгапура Акігумо отримав наказ узяти під охорону гідроавіаносець «Кійокава-Мару», який прямував із вантажем авіаційного пального з Балікпапану (центр нафтовидобутку на східному узбережжі Борнео) до Замбоанги (західне завершення Мінданао). Під вечір тієї ж доби лише за три десятки кілометрів на південний схід від Замбоанги Акігумо був уражений двома торпедами з підводного човна «Редфін» і затонув. Загинуло 137 членів екіпажу.